# Strunjan
Strunjan este o localitate din comuna Piran, Slovenia, cu o populație de 564 de locuitori.